# FK Rakytovce
FK Rakytovce là một câu lạc bộ bóng đá Slovakia đến từ Rakytovce. Hiện tại đội bóng thi đấu ở 4. liga (cấp độ 4 trong hệ thống giải bóng đá Slovak). Câu lạc bộ được thành lập năm 1986.

## Lịch sử tên gọi
- 1986 - TJ STS Rakytovce
- 1992 - ŠK Kvasna Rakytovce
- 1995 - ŠK Stapex Rakytovce
- 1997 - FK Rakytovce 85
- 2009 - MFK Banská Bystrica
- 2013 - FK Rakytovce

## Màu sắc và huy hiệu
Màu sắc của đội bóng là đỏ và xanh dương-trắng.